# Centre hospitalier Nganda
Pour les articles homonymes, voir Nganda.
Le centre hospitalier Nganda est un établissement médical privé de Kinshasa (république démocratique du Congo), situé dans la commune de Kintambo. Ouvert en 1991 en tant que clinique Nganda pour assister la population environnante, il étend ses activités en 1995. Il a une capacité de 200 lits, et dispose de plusieurs salles d'opérations.
Le centre hospitalier Nganda a été le premier centre médical privé à introduire le scanner en RDC et aujourd’hui, il est encore le premier et unique centre à offrir la radiothérapie dans son panel de soins en république démocratique du Congo

## Liens site internet
https://centrehospitaliernganda.com/